# Cagliostro-Quadrille
Cagliostro-Quadrille, op. 369, är en kadrilj av Johann Strauss den yngre. Den framfördes första gången den 20 maj 1875 i nöjeslokalen Schwenders Neue Welt i förorten Hietzing i Wien.

## Historia
Efter den stora framgången med sin tredje operett Läderlappen fick Johann Strauss rådet från vänner och journalister att nästa gång välja ett ämne som utspelades i hemstaden Wien. Librettisterna Camillo Walzel och Richard Genée utgick från en påstådd händelse som ägde rum i Wien 1783 vid 100-årsfirandet av stadens befrielse från turkarna: den italienske äventyraren och ockultisten Alessandro Cagliostro besökte Wien och duperade hela staden med sina bedrägliga tricks. Men det goda samarbetet mellan text och musik, som hade varit så påtaglig i Läderlappen, saknades nu helt. Premiären av Cagliostro in Wien  ägde rum på Theater an der Wien den 27 februari 1875 blev visserligen en stor framgång men den framfördes endast 56 gånger. 
Journalisten Ludwig Speidel skrev i Fremden-Blatt den 2 mars 1875: "När det rätta krävs av Johann Strauss kan man spåra hans genidrag". Sådana "genidrag" märks i de sex separata orkesterverk som Strauss arrangerade utifrån musik från operetten då de alla har överlevt operetten och framförs regelbundet. Kadriljen framfördes av brodern Eduard Strauss och Capelle Strauss vid en konsert den 20 maj 1875.
Kadriljen var en av de mest populära baldanserna under 1800-talet och utfördes av fyra, sex eller åtta par. Den var indelad i sex stycken delar (eller 'figurer'): Nr. 1 'Pantalon'. Nr. 2 'Eté', Nr. 3 'Poule', Nr. 4 'Trénis', Nr. 5 'Pastourelle' och Nr. 6 'Finale'. Varje dansfigur bestod av strikta åttondels- eller sextondelstakter och även om dessa upprepades inom varje figur krävde en kadrilj ett stort antal separata meloditeman. Cagliostro-Quadrille består av musik från följande källor:
- Pantalon – Akt I

- Eté – Akt II

- Poule – Akt II

- Trénis – Akt I

- Pastourelle – Akt I

- Finale – Akt III

## Om kadriljen
Speltiden är ca 6 minuter och 8 sekunder plus minus några sekunder beroende på dirigentens musikaliska tolkning.
Kadriljen var ett av sex verk där Strauss återanvände musik från operetten Cagliostro in Wien:
- Cagliostro-Quadrille, Kadrilj, Opus 369
- Cagliostro-Walzer, Vals, Opus 370
- Hoch Österreich!, Marsch, Opus 371
- Bitte schön!, Polka-francaise, Opus 372
- Auf der Jagd, Polka-Schnell, Opus 373
- Licht und Schatten, Polkamazurka, Opus 374

## Weblänkar
- Cagliostro-Quadrille i Naxos-utgåvan.